# 42516 Oistrach
42516 Oistrach è un asteroide della fascia principale. Scoperto nel 1993, presenta un'orbita caratterizzata da un semiasse maggiore pari a 2,8378016 UA e da un'eccentricità di 0,2079440, inclinata di 3,97771° rispetto all'eclittica.
Il suo nome deriva dal nome del celebre violinista David Oistrakh e di suo figlio Igor Oistrakh.